# Kvindelighed
Kvindelighed betyder at en kvinde fremviser egenskaber der viser at de er en kvinde i modsætning til mænd.  
Ens opfattelse af kvindeligheden kan være forskelligt fra person til person på grund af for eksempel ens fordomme, ens forventninger til hvordan kvinder er eller ens syn på hvordan en kvinde skal være og hvad en kvinde kan gøre. I kristne lande kan synet være påvirket af bibelen.

## Kvindelighed i forskellige kulturer og tider
- En langhalset Padaung-kvinde fra Burma.
- En fornem kvinde fra det gamle Kina
- En ung kvinde med læbe-plade i Etiopien
- En kvinde i korset. 1902
- En kvinde i høje hæle.
- Kvinder med kunstige bryster.

## Links
- Leksikon: Kvindelighed
- en artikkel om Kvindelighed
- en opgave om Kvindelighed Arkiveret 8. marts 2016 hos  Wayback Machine